# Victor Denis
Victor Pierre Henri Denis (* 23. Oktober 1900 in Lüttich; † unbekannt) war ein belgischer Ruderer.

## Biografie
Victor Denis bildete bei den Olympischen Sommerspielen 1924 mit Jules George, Marcel Roman, Lucien Brouha und Steuermann Carlos Van den Driessche die belgische Crew in der Vierer mit Steuermann-Regatta. Im selben Jahr gewann die Crew Bronze bei den Europameisterschaften in Zürich; unklar ist, ob Van den Driessche hierbei Mitglied der Mannschaft war. Bei den Olympischen Sommerspielen 1928 gehörte Denis zur belgischen Crew, die in der Achter-Regatta antrat und bereits im Hoffnungslauf der 1. Runde ausschied.